# Simlish
El SimLish és una llengua fictícia utilitzada a diversos videojocs de Maxis. El llenguatge es va estrenar amb SimCopter, tot i que la fama l'ha obtingut amb el videojoc The Sims i The Sims 2. Aquest llenguatge és l'utilitzat pels Sims, els éssers dels videojocs en qüestió.
La llengua és totalment inventada, i no és completa, de tal manera no es pot mantenir una conversa en aquest idioma.
La llengua va néixer quan Will Wright (coofundador de Maxis) necessitava posar veus als seus videojocs, però si es posaven llenguatges reals les frases haguessin acabat sent repetitives. El llenguatge el van crear Stephen Kearin i Gerri Lawlor, treballadors a la creació dels Sims.
Hi ha molts fans que han intentat traduir diferents paraules, però bé del cert no se saben gaires mots.

## Pronunciació
Les vocals sonen més emfatitzades que en anglès i es parla amb la part del davant de la boca.

## Escriptura
L'escriptura del SimLish també és molt misteriosa. Mentre al diari surt la font Comic Sans MS a les cobertes dels llibres hi apareix l'alfabet ciríl·lic; quan els Sims escriuen la font és Wingdings. Els deures dels nens consten de línies fortuïtes. A les portes dels cotxes de policia hi apareix Yulhullie mud lapllahaduhil.

## Música
Múltiples grups han gravat versions de les seves cançons en simlish per als Sims 2. Aquests temes s'integren dins les opcions de música del videojoc o s'utilitzen, a vegades amb vídeos a part, per promocionar una expansió (per exemple la música de Black Eyed Peas per The Urbz).
Entre els temes més populars cantats íntegrament en simlish hi ha la versió de Suffer Well de Depeche Mode i la versió de l'èxit Dulce locura del grup donostiarra La Oreja de Van Gogh. Aquest últim es va gravar per a la promoció de The Sims 2: Pets i amb el nom de Mulce mocuna.